# Liste der Monuments historiques in Port-d’Envaux
Die Liste der Monuments historiques in Port-d’Envaux führt die Monuments historiques in der französischen Gemeinde Port-d’Envaux auf.

## Liste der Bauwerke
| Bezeichnung       | Beschreibung                            | Standort | Kennzeichnung | Schutzstatus | Datum | Bild           |
| ----------------- | --------------------------------------- | -------- | ------------- | ------------ | ----- | -------------- |
| Château de Panloy | Schloss aus dem 17. bis 19. Jahrhundert | (Lage)   | PA00104852    | Inscrit      | 1983  | weitere Bilder |

## Liste der Objekte

### Kirche St-Saturnin
| Bezeichnung                        | Beschreibung                                                     | Standort | Kennzeichnung | Schutzstatus | Datum | Bild |
| ---------------------------------- | ---------------------------------------------------------------- | -------- | ------------- | ------------ | ----- | ---- |
| Gemälde Jesus und die Ehebrecherin | Öl auf Leinwand, 19. Jahrhundert, nach Eustache Le Sueur         | (Lage)   | PM17001244    | Inscrit      | 1981  |      |
| Gemälde Geburt Christi             | Öl auf Leinwand, 18. Jahrhundert, nach Giovanni Battista Pittoni | (Lage)   | PM17000242    | Classé       | 1982  |      |
| Gemälde Der gute Hirte             | Öl auf Leinwand, 1844, von Paul Justus                           | (Lage)   | PM17001702    | Inscrit      | 1991  |      |